# Sils-tó
A Sils-tó (németül Silsersee, romans nyelven Lej da Segl)  Svájcban, a Felső-Engadin völgyben Graubünden kantonban fekszik. A nevét Sils im Engadin faluról kapta.
A tó 1797 m magasan fekszik a Maloja-hágó és a Silvaplana-tó között. A tavat 3000 méteres hegyek veszik körül.
A Sils-tó a legnagyobb 1000 méter felett fekvő természetes tó az Alpokban és a legnagyobb tó az Engadin völgyben.
A tó őskori földcsuszamlás során keletkezett.
Télen, amikor befagy a tó, rajta keresztül vezet az Engadin-símaraton, mely egy sífutó verseny Svájc keleti részein. A verseny a Maloja Palace-nél indul. A tavon kishajóforgalom működik június és szeptember között.